# Inanidrilus carterensis
Inanidrilus carterensis är en ringmaskart som beskrevs av Erséus 1984. Inanidrilus carterensis ingår i släktet Inanidrilus och familjen glattmaskar. Inga underarter finns listade i Catalogue of Life.